# Rejectaria erebalis
Rejectaria erebalis là một loài bướm đêm trong họ Noctuidae.